# Заря (Рамешковский район)
Заря — деревня в Рамешковском районе Тверской области. Входит в состав сельского поселения Застолбье.

## История
В 1964 г. Указом Президиума ВС РСФСР деревня Кобылино переименована в Заря.

## Население
| 1859 | 1936 | 1989 | 2002 | 2008 | 2010 |
| ---- | ---- | ---- | ---- | ---- | ---- |
| 214  | ↗327 | ↘50  | ↘36  | ↘28  | ↘27  |